# شیلند
جزیرهٔ شیلند (به دانمارکی: Sjælland) (به انگلیسی: Zealand) در دریای بالتیک، بزرگ‌ترین جزیرهٔ دانمارک است، و دو استان هوودستادن را در شمال و استان شیلند را در جنوب شامل می‌شود. پایتخت دانمارک (کپنهاگ) در این جزیره و استان هوودستادن واقع است.